# Sunabeda
Sunabeda es una ciudad y  comité de área notificada situada en el distrito de Koraput en el estado de Odisha (India). Su población es de 50394 habitantes (2011). Se encuentra a 18 km de Koraput y a 400 km de Bhubaneswar. 

## Demografía
Según el censo de 2011 la población de Sunabeda era de 50394 habitantes, de los cuales 26016 eran hombres y 24378 eran mujeres. Sunabeda tiene una tasa media de alfabetización del 84,01%, superior a la media estatal del 72,87%: la alfabetización masculina es del 90,90%, y la alfabetización femenina del 76,65%.